# BDR Thermea
A BDR Thermea csoport fűtési rendszerek gyártásával foglalkozó európai cég. A cég a DeDietrich-Remeha és a Baxi egyesülésével jött létre 2009-ben.  A cégcsoport központja Apeldoorn, Hollandia, mely eredetileg a Remeha központja volt. A BDR Thermea fütési és melegvízkészítő rendszerei 70 országban elérhetőek, köztük Amerikában, Oroszországban, Európában és Kínában. A csoport jelenleg 6400 főt foglalkoztat világszerte, 2008-as árbevétele 1,8 milliárd EUR, ami alapján a harmadik legnagyobb fűtéstechnikai cég Európában.
| Név                                | Forgalom (2008)   | Alkalmazottak száma |
| ---------------------------------- | ----------------- | ------------------- |
| Bosch Termotechnika, Németország   | 3 milliárd EUR    | 13 000              |
| Vaillant csoport, Németország      | 2,44 milliárd EUR | 12 912              |
| BDR Thermea, Hollandia             | 1,8 milliárd EUR  | 6400                |
| Viessmann, Németország             | 1,7 milliárd EUR  | 8600                |
| Ariston Termo Csoport, Olaszország | 1,2 milliárd EUR  | 6800                |

## Külső hivatkozások
- Hivatalos Oldal